# Ficus subpisocarpa
Ficus subpisocarpa är en mullbärsväxtart. Ficus subpisocarpa ingår i släktet fikonsläktet, och familjen mullbärsväxter.

## Underarter
Arten delas in i följande underarter:
- F. s. pubipoda
- F. s. subpisocarpa

## Bildgalleri

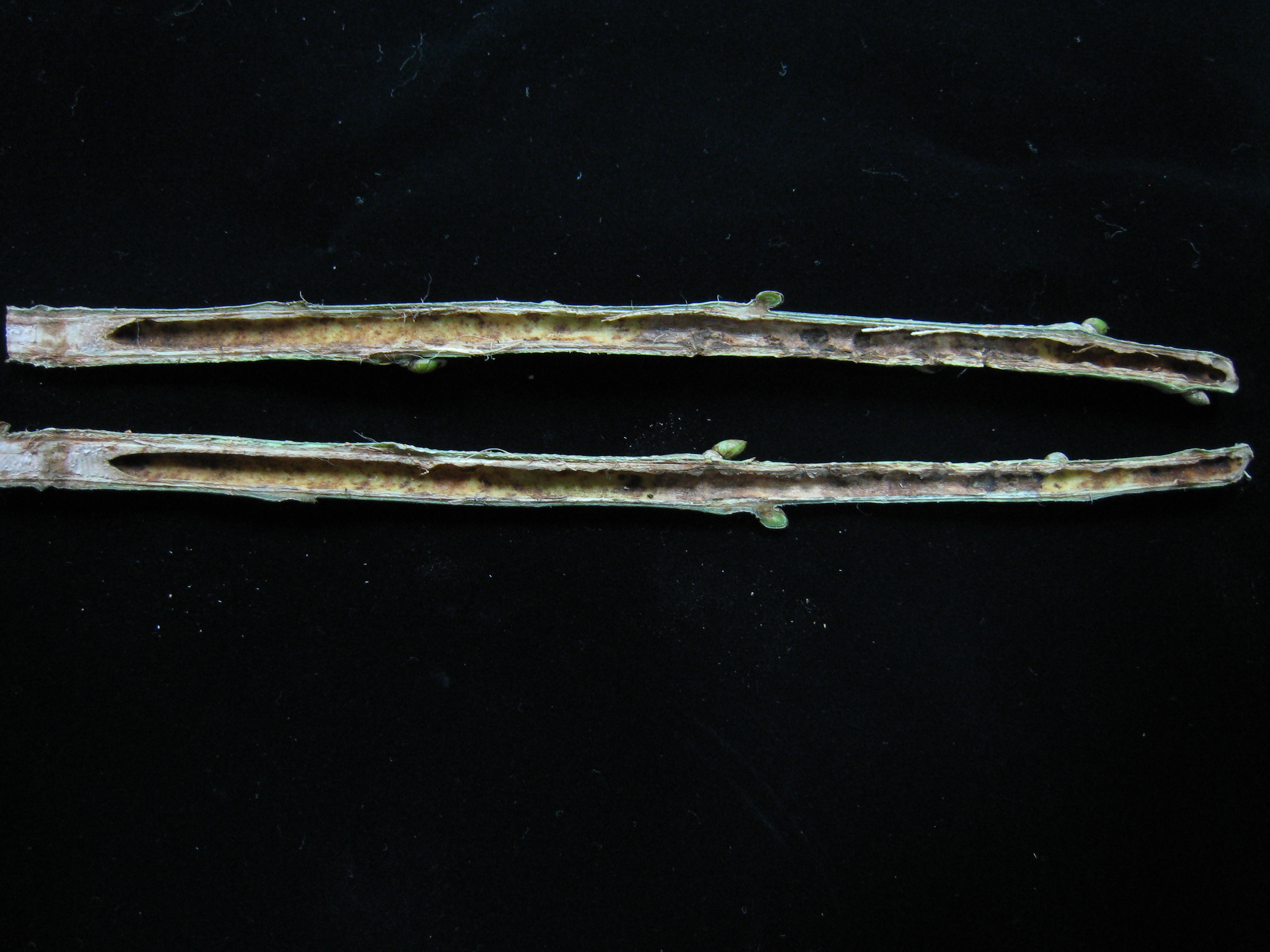
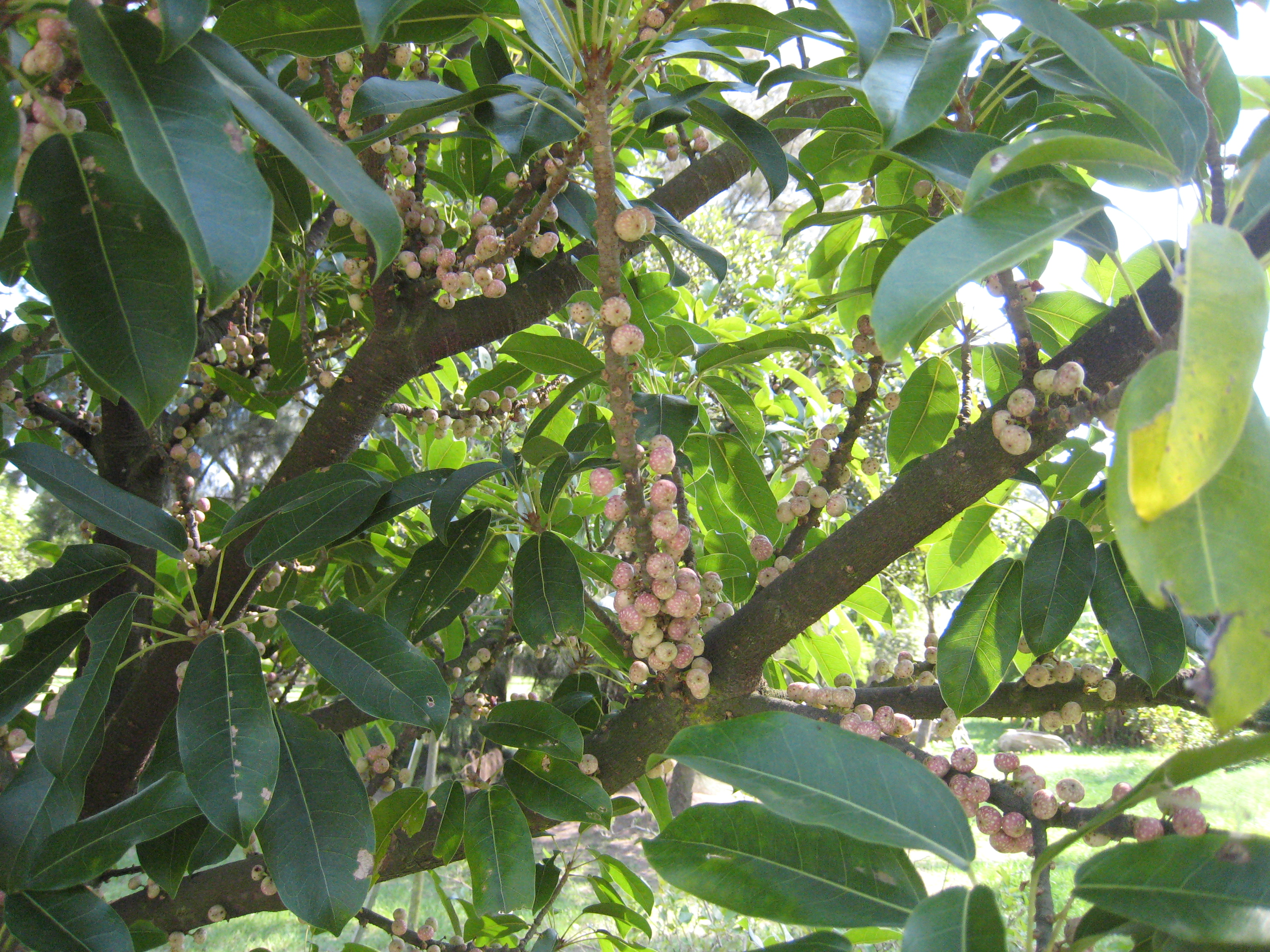
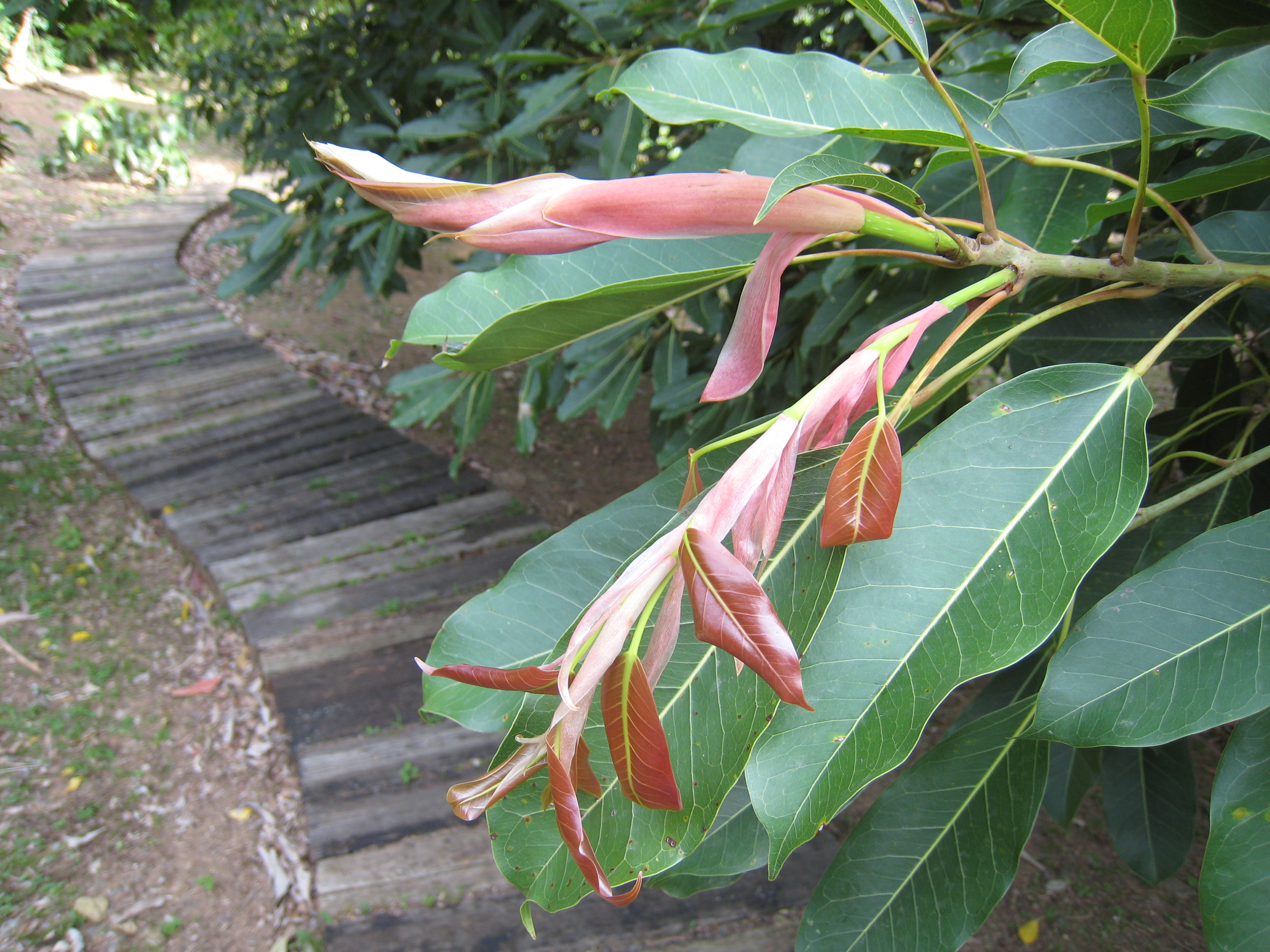